# Meteorologiåret 1995

## Händelser

### Januari
- 8 januari – En tornado i delstaten Florida i USA dödar en person och skadar ett trettiotal.
- 16 januari – Isländska fiskebyn Sudavik begravs av en 200 meter lång lavin, och 14 personer omkommer.[1]
- 26 januari – På grund av för lite snö i tävlingsbackarna i Sierra Nevada i Spanien flyttas världsmästerskapen i alpin skidsport fram ett år i tiden, fyra dagar före den tänkta premiären.[2].
- 28 januari - Rhen, Mosel, Main, Sieg, Maas, Meuse, Waal och Seine svämmar över och lägger stora delar av Tyskland, Nederländerna, Belgien och norra Frankrike under vatten. Över 300 000 personer evakueras och Rhen stiger på några veckor 11 meter över sin medelnivå [3].

### Februari
- Februari - Belgien, Frankrike, Nederländerna och Tyskland drabbas av svåra översvämningar.[1]

### Mars
- 7 mars – I Hall Land, Grönland uppmäts temperaturen - 50.5 °C, vilket blir Grönlands lägst uppmätta temperatur för månaden [4].

### Maj
- 14 maj - snöfall i Stockholms län

### Juni
- Juni - Haparanda, Sverige upplever en varm midsommarafton [5].
- 10 juni - Vännäsby i Sverige nästan dränks av vårfloden.[1]

### Juli
- 3 juli – I Ophir i Central Otago, Nya Zeeland uppmäts temperaturen −21.6°C (−6.88 °F)	 vilket blir Nya Zeelands lägst uppmätta temperatur någonsin [6].

### September
- September-oktober - Sverige upplever så kallad brittsommar [7].
- 30 september
  - Snö faller i Götaland, Sverige [8].
  - Vid Vágar flygplats, Färöarna uppmäts temperaturen - 2,5 °C, vilket blir Färöarnas lägst uppmätta temperatur för månaden [9].

### Oktober
- 9 oktober – I Oskarshamn, Sverige uppmäts temperaturen + 24.5 °C vilket blir Sveriges högsta uppmätta temperatur för månaden [10].
- 26 oktober – Stora delar av isländska samhället Flateyri begravs under ett snöskred, och 20 personer omkommer.[1]
- 27 oktober – 184,6 millimeter nederbörd faller över Takle, Norge vilket innebär norskt dygnsnederbördsrekord för månaden [11].

### November
- 17 november – En snöstorm drabbar framför allt de södra delarna av Sverige [12], vilket medför många strömavbrott och att många arbetsplatser och skolor tvingas vara stängda.

### December
- December - Sverige upplever sin kallaste jul- och nyårshelg på över 60 år.[1]
- 10 december - Paul J. Crutzen, Mario Molina och F. Sherwood Rowland mottar Nobelpriset i kemi "för deras arbeten inom atmosfärkemin, speciellt rörande bildning och nedbrytning av ozon".
- 24 december
  - Hela Danmark upplever en så kallad "vit jul" [13].
  - I Falun, Sverige uppmäts -21,8 ° C på julafton [14].
- 25 december
  - En så kallad "vit jul" inträffar i Storbritannien [15].
  - I småorten Muodoslompolo i Pajala kommun i Sverige uppmäts – 38 °C på juldagen.
- 30 december – I Altnaharra i Sutherland i Skottland, Storbritannien uppmäts temperaturen −27.2 °C (−17.0 °F), och därmed tangeras det skotska köldrekordet från 1895 en andra gång, första tangeringen var 1982 [16].

### Okänt datum
- Vårflod i södra Sverige [17].
- Hög vårflod i norra Sverige [18].
- Meteorologisk institutt i Norge startar Internetsidor [19].
- FN:s klimatpanel publicerar sin andra rapport om växthusgaser, och handlar om hur klimatet förändrats det senaste århundradet. Här står också att de sammanvägda bevisen tyder på en påtaglig mänsklig påverkan [20].

## Avlidna
- 18 februari – Gösta Liljequist, svensk meteorolog.
- Okänt datum – Bernice Ackerman, amerikansk meteorolog.
- Okänt datum – Verner E. Suomi, finländsk-amerikansk meteorolog.

### Fotnoter
1. 1 2 3 4 5   Horisont 1995. Bertmarks
2. ↑  Horisont 1995, Bertmarks förlag, sidan 24 - Första gången sedan 1931: Alpina VM ställdes in
3. ↑  Faktakalendern 2006, Semic, 2005
4. ↑  DMI
5. ↑  SMHI
6. ↑  ”Natural environment - Climate - Te Ara Encyclopedia of New Zealand”. Teara.govt.nz. http://www.teara.govt.nz/en/natural-environment/3. Läst 20 augusti 2010.
7. ↑  SMHI
8. ↑  SMHI
9. ↑  DMI
10. ↑  SMHI Arkiverad 9 september 2010 hämtat från the Wayback Machine.
11. ↑  ”MET”. Arkiverad från originalet den 15 december 2010. https://web.archive.org/web/20101215194451/http://met.no/?module=Articles;action=Article.publicShow;ID=7494. Läst 6 februari 2011.
12. ↑  ”SMHI”. Arkiverad från originalet den 18 augusti 2010. https://web.archive.org/web/20100818013115/http://www.smhi.se/kunskapsbanken/host-1.1257. Läst 2 februari 2011.
13. ↑  DMI
14. ↑  John Pohlmans blogg 23 december 2010 - Julhelger, en tillbakablick Arkiverad 26 december 2010 hämtat från the Wayback Machine.
15. ↑  Met Office Arkiverad 8 januari 2007 hämtat från the Wayback Machine.
16. ↑  ”Extreme weather”. Met Office. Arkiverad från originalet den 29 december 2010. https://web.archive.org/web/20101229172517/http://www.metoffice.gov.uk/climate/uk/extremes/index.html. Läst 20 augusti 2010.
17. ↑  ”SMHI”. Arkiverad från originalet den 15 november 2012. https://web.archive.org/web/20121115095726/http://www.smhi.se/kunskapsbanken/hydrologi/1995-varflod-i-sodra-sverige-1.12706. Läst 2 februari 2011.
18. ↑  ”SMHI”. Arkiverad från originalet den 16 november 2012. https://web.archive.org/web/20121116231903/http://www.smhi.se/kunskapsbanken/hydrologi/1995-hoga-varfloden-i-norra-sverige-1.7877. Läst 2 februari 2011.
19. ↑  MET Arkiverad 15 december 2010 hämtat från the Wayback Machine.
20. ↑  När Var Hur 2008, DN